# Made in Dagenham
Made in Dagenham (bra: Revolução em Dagenham; prt: Igualdade de Sexos) é um filme britânico de 2010, dos gêneros comédia dramática e biográfica, realizado por Nigel Cole e escrito por William Ivory. O filme baseia-se numa greve ocorrida em 1968 na fábrica da Ford em Dagenham, onde as mulheres trabalhadoras lutaram e protestaram por seus direitos e contra a discriminação sexual.

## Enredo
Em 1968, a Fábrica da Ford em Dagenham era uma das maiores empresas empregadoras privadas do Reino Unido. Além dos homens trabalhadores que ganhavam um salário favorável, também existiam 187 mulheres que eram pagas abaixo do salário dos homens e que atuavam sob condições precárias. Insatisfeitas, as mulheres, representadas pelo delegado sindical e por Rita O'Grady, tentam alterar a situação, reivindicando junto das chefias da empresa melhores condições de trabalho e aumento dos salários, umas vez que consideram que fazem um trabalho tão importante quanto o dos homens. A recusa da empresa em acatar as propostas leva as mulheres trabalhadoras a responderem com mais ações de luta, como greves, manifestações e intervenções nos plenários da empresa, chegando a falar com a Secretária de Estado para o Emprego, no sentido de pressionar as chefias da empresa. As lutas levadas a cabo pelas mulheres da Ford de Dagenham fizeram história ao conseguirem atingir os seus objetivos.

## Exatidão histórica
As mulheres não trabalhavam mesmo na divisão da fábrica em Dagenham, mas a cerca de um quilômetro, em River Plant. A personagem principal, líder da luta das mulheres presentes no filme, Rita O'Grady, não é uma personagem real, é na verdade um composto, para refletir numa só pessoa o que se passou com um determinado grupo. A escola usada no filme é a Escola de Eastbrook em Dagenham. O quadro de lousa que aparece na cena de abertura é o original desde que a escola foi construída.

## Elenco
- Sally Hawkins como Rita O'Grady
- Daniel Mays como Eddie O'Grady
- Miranda Richardson como secretária do Trabalho
- Rosamund Pike como Lisa
- Jaime Winstone como Sandra
- Bob Hoskins como Albert
- Richard Schiff como Robert Tooley
- John Sessions como primeiro-ministro Harold Wilson
- Rupert Graves como Peter Hopkins
- Kenneth Cranham como Monty Taylor
- Andrea Riseborough como Brenda
- Geraldine James como Connie
- Matt King como  Trevor Innes
- Roger Lloyd-Pack como George
- Joseph Mawle como Gordon
- Phil Cornwell como Dave
- Andrew Lincoln como  Mr. Clarke
- Richard Bailey como Executivo da Ford
- Danny Huston como Chefe Americano (voz)

## Banda sonora
Foi lançada a banda sonora do filme com as seguintes músicas:
1. "(There's) Always Something There to Remind Me" - Sandie Shaw
2. "Get Ready" - The Temptations
3. "Israelites" - Desmond Dekker & The Aces
4. "It's a Man's Man's Man's World" - James Brown
5. "Days" - The Kinks
6. "Can I Get a Witness" - Dusty Springfield
7. "All or Nothing" - Small Faces
8. "The Boat That I Row" - Lulu
9. "It's Getting Better" - Mama Cass
10. "A Groovy Kind of Love" - The Mindbenders
11. "Wooly Bully" - Sam The Sham & The Pharaohs
12. "Sunday Will Never Be The Same" - Spanky and Our Gang
13. "Green Tambourine" - Lemon Pipers
14. "Paper Sun" - Traffic
15. "Friday on My Mind" - The Easybeats
16. "With a Girl Like You" - The Troggs
17. "You Can Get It If You Really Want" - Desmond Dekker
18. "Made In Dagenham" - Sandie Shaw